# 周穗安
周穗安（1961年1月29日—）是中国足球教练，出生于广州。周穗安是中国足坛极少数没有做过专业球员，而是毕业于学院的“学院派”足球主教练。现在担任亚足联讲师及广州恒大梯队教练兼恒大足校中方教练组组长。

## 教练生涯
1982年周穗安在广州体育学院毕业后开始执教广州市的各级球队。自1990年起执教广州白云山队，1992年率周穗安率领白云山队夺得甲A联赛的亚军，成为当时甲A名噪一时的少帅。1993年初，广州白云山队改组为广州太阳神为职业化准备，周穗安继续担任主教练。1994年中国足球职业化后首届甲A联赛，周穗安率领太阳神队夺得亚军，1995年在太阳神队带队七轮后因和球员关系不和而下课。
1996年，周穗安执教首次参加甲A联赛的深圳飞亚达，但带队成绩不佳而中途下课。1997年又担任深圳另一支球队深圳金鹏的总经理，赛季结束后球队被收购迁移，改名为云南红塔，周穗安出任云南队的主教练，不过不久之后被刚刚卸任国家队主教练的戚务生接替。
2000年，周穗安重返广州太阳神率队在甲B联赛保级成功，2001年中途又接手了刚刚改名为广州吉利的同一球队，2003年初，周穗安第三次重返广州队，但未执教一场正式比赛就下课。
此后周穗安离开广州，曾在南京有有执教。2005年12月，南昌八一正式宣布由周穗安担任球队的新任主教练，但到2006年2月突然提出辞职，仅在南昌八一任职三个月並未执教一场正式比赛。
2006年8月，周穗安来到浙江执教浙江绿城梯队，2007年率领由浙江绿城梯队组成的杭州三超参加乙级联赛，不久后即调入浙江绿城一线队，接替王政出任主教练，周穗安在球队人员不整的情况下率队保级成功，但赛季结束后，周穗安未能继续留任回到杭州三超执教。不过时隔5个月后，周穗安又接替孙伟第二次出任绿城一线队的主教练。
2009年联赛中途，周穗安、林乐丰、彭伟国等人组成杭州绿城教练组以成绩不佳等原因被俱乐部替换，原俱乐部第一副总经理吴金贵接替周穗安成为主教练。2012年上半年，周穗安加盟广州恒大担任梯队教练兼足校教练。